# Hofmarschall
Hofmarschall era el funcionario administrativo a cargo de los asuntos económicos de una corte principesca alemana.
Históricamente, cada servicio civil era considerado un servicio de la corte (por ejemplo, la nobleza de Rusia es aún hoy día llamada Dvoriantsvo, "cortesanos"), aunque actualmente los altos funcionarios en las cortes reales que aún existe frecuentemente usan títulos como mariscal, canciller o ministro, que en otros países sólo son usados por la administración civil o militar. Un hofmarschall siempre pertenecía a la nobleza o era un oficial militar retirado de alto rango por encima de general.
Los deberes de un hofmarschall incluían organizar las recepciones del rey y la reina, los viajes al extranjero y las visitas de Estado, así como la supervisión de la Casa Real, de cuya gestión se ocupaba al completo (mantenimiento de castillos reales, provisión de comida y bebida para la mesa del príncipe, su cocina y bodegas). En las cortes más amplias, el cargo de hofmarschall estaba supeditado al de Oberhofmarschall, al que también obedecía un Hausmarschall.
En Alemania hubo un Hofmarschall de la antigua casa de Hohenzollern hasta 1945, estando su ministerio basado en el Palacio Holandés (Niederländisches Palais) en la avenida Unter den Linden en Berlín, desde donde se administraba la fortuna de la Casa Real Prusiana.
En el Imperio ruso, el Гофмаршал fue un cargo cortesano introducido en 1722 en la Tabla de rangos del Imperio ruso. Hasta 1742 perteneció a la sexta clase, y desde ese año, a la tercera. Las funciones eran las mismas que en las cortes germánicas, ocupándose asimismo de las mesas de los caballeros, la de la oberhofmeisterin, para las mujeres de palacio, así como los oficiales y secretarios de al Guardia y los ayudantes de servicio, o el comedor común del resto de empleados de palacio. En Rusia, el puesto de hofmarschall fue suprimido el 11 de julio de 1917 por la decisión del Gobierno provisional "Sobre la Supresión del Cargo de Hofmarschall".
En Dinamarca (hofmarskal), Suecia (hovmarskalk), Noruega (hoffmarskalk), los Países Bajos (hofmaarschalk) y en Luxemburgo (maréchal de la cour), el título de hofmarschall aún existe. Existió en Bélgica hasta 2006.
En el Reino Unido, son cargos muy similares Lord Great Chamberlain, Lord Steward of the Household y Lord Chamberlain of the Household. 